# アウレリオ・ミゲル
アウレリオ・フェルナンデス・ミゲル（ Aurélio Fernández Miguel 1964年3月10日- ）はブラジルのサンパウロ出身の柔道選手。現役時代は95kg級の選手。身長180cm。

## 人物
1983年に世界ジュニアで優勝する。1987年の世界選手権では2連覇することになる須貝等と接戦を演じて3位となる。そして翌年のオリンピックでは優勝を果たすも、その内容は旗判定や反則ポイントによる勝利の積み重ねで、技で上げた勝利がないことから、ポイント柔道の典型例として批判もされたが、その一方で、相手を一度も投げずに金を取ったのは、それはそれでたいしたことだと一定の評価を与える、当時の全日本監督の上村春樹のような声もあった。
その後も1996年アトランタオリンピックで3位になったり、世界選手権で2度2位に入るなど、長きにわたって国際大会で活躍した。引退後はサンパウロの市会議員も務める。

## 主な戦績
- 1982年 - パンナム選手権　優勝
- 1983年 - 世界ジュニア　優勝
- 1984年 -ハンガリー国際　3位
- 1984年 - ベルギー国際　優勝
- 1984年 - オランダ国際　3位
- 1984年 - イギリス国際　2位
- 1984年 - オーストリア国際　2位
- 1984年 - 世界学生　95kg級　優勝　無差別　3位
- 1985年 - ユニバーシアード　95kg級　2位　無差別　3位
- 1986年 -ハンガリー国際　3位
- 1986年 -ドイツ国際　優勝
- 1986年 - 東ドイツ国際　3位
- 1986年 - 嘉納杯　3位
- 1987年 - パンナム選手権　優勝
- 1987年 - 世界選手権　3位
- 1988年 - フランス国際　2位
- 1988年 - ドイツ国際　優勝
- 1988年 - ハンガリー国際　優勝
- 1988年 - チェコ国際　2位
- 1988年 - オーストリア国際　優勝
- 1988年 - パンナム選手権　優勝
- 1988年 - ソウルオリンピック　優勝
- 1989年 - オーストリア国際　2位
- 1992年 - ドイツ国際　2位
- 1992年 - オーストリア国際　優勝
- 1992年 - パンナム選手権　優勝
- 1993年 - 世界選手権　2位
- 1996年 - オランダ国際　優勝
- 1996年 - パンナム選手権　優勝
- 1997年 - オランダ国際　2位
- 1997年 - 南米選手権　優勝
- 1997年 - パンナム選手権　優勝
- 1997年 - 世界選手権　95kg級　2位　無差別　7位